# 14 Teledni
14 Teledni (dawniej Ekran TV) – ogólnopolski dwutygodnik telewizyjny (z programem telewizyjnym), wydawanym przez Oficynę Wydawniczą "Press-Media" od 16 grudnia 2002 roku.
Redaktorem naczelnym czasopisma jest Roman Oraczewski. Obecna siedziba redakcji znajduje się Mielcu na ulicy Wojska Polskiego 3.

## Charakter czasopisma
Zawiera dwutygodniowy (od piątku do następnego czwartku) program telewizyjny dla 61 stacji telewizyjnych, w tym wszystkie z NTC. Ma 88 strony. Oprócz treści dotyczących cotygodniowego repertuaru telewizyjnego zawiera również wywiady, dział "Premiery kinowe", programy stacji sportowych i informacyjnych, informacje o "gwiazdach" i innych znanych osobistościach, przewodnik po hitach filmowych i serialach, relaks, a także 4 strony poradników ("Zdrowie", "Uroda", "Dobre rady" i "Kuchnia").